# Ludwig Opel
Ludwig Opel   (Rüsselsheim, 1 de gener de 1880 - front oriental, 16 d'abril de 1916) fou un jurista i ciclista alemany, alhora que co-propietari de la fàbrica Opel.

## Biografia
Ludwig Opel va ser el cinquè fill d'Adam i Sophie Opel. El seu pare havia fundat el 1862 a Rüsselsheim l'empresa familiar basada en les màquines de cosir. Després de la mort d'aquest el 1895, Ludwig es va fer càrrec, juntament amb els seus quatre germans, de la companyia, i que tres anys més tard entraria a la indústria de l'automòbil.
Ludwig va ser també un gran aficionat ciclista. Va arribar a guanyar una medalla al Campionat del Món de Velocitat amateur de 1898 darrere de Paul Albert. Amb aquest èxit a contribuir a la fama de les antigues bicicletes d'Opel.
El seu germà Fritz també es dedicà a practicar el ciclisme entre altres esports.